# Sakshi
Sakshi is een Telugu-dagblad uit de Indiase deelstaat Andhra Pradesh. Het blad werd opgericht in maart 2008 en is gevestigd in Haiderabad. De broadsheet wordt uitgegeven door Jagathi Publication en is eigendom van Y.S. Jaganmohan Reddy. De krant verschijnt in 23 edities. Directeur is Sajjala Ramakrishna Reddy, de hoofdredacteur is V. Murali (2012).